# Радзикевич Володимир
Володимир Петрович Радзикевич (17 жовтня 1886, Вишенька Мала — 14 вересня 1966, Клівленд) — український письменник, літературознавець, педагог. Твори для дітей підписував псевдонімом Вуйко Влодко. Брат Юліяна Радзикевича. Дійсний член НТШ (з 1932).

## Життєпис
Народ. 17 жовтня 1886 р. в родині священика у с. Вишеньці Малій (повіт Рава-Руська) на Галичині (село було знищене у 1947 р.). Закінчив гімназію (1896—1904), потім Львівський університет (1904—1908). Викладав у Станиславові (1918—1919), у гімназії в м. Львові (1919—1933), у Львівському університеті (з 1939 р.). Учитель Академічної гімназії (1908—1939), директор другої гімназії (1941—1944) у Львові й таборових гімназій у Німеччині (1945—1950) (був директором гімназії у м. Берхтесґадені.); голова «Учительської Громади» (1929—1939) і діяч товариства «Просвіта» у Львові.
Був одним із засновників «Об'єднання працівників дитячої літератури» (1946). У 1949 р. переїхав до США: спочатку до Філадельфії, потім до Клівленда (1951). Працював у школі українознавства, був директором філії «Університету українознавства» (1958—1960).
Помер 14 вересня 1966 р. у Клівленді (США).

## Праці
- Радзикевич В. Історія української літератури: У 3 т. — Детройт: Батьківщина, 1956. — Т. ІІІ.- 136 с.
- Радзикевич В. Легенда Крут: Сценічний образок // Крути: Збірка у пам'ять героїв Крут / Упор. О. Зінкевич, Н. Зінкевич — К.: Смолоскип, 2008. — С. 258—262.
- Радзикевич В. Ніч проминула: Історична повість / Ілюстр. Б. Певного. — Брюссель: Центр. Управа Спілки української молоді, 1967. — 139 с.
- Радзикевич В. Пригоди Юрчика Кучерявого. Ч. І і ІІ. — Нью-Йорк,1963. — 29 с.
- Радзикевич В. Промені: Читанка з українознавства для 5 і 6 класів. — Нью-Йорк: вид. Шкільної Ради при УККА, 1955. — 231 с.
- Радзикевич В. У подувах буревію: Повість. — Філадельфія: Америка, 1951. — 114 с.
- «Нарис історії української літератури» (1922, 1937, 1947, 1956)
- «Українська література XX століття» {1952)
- монографії «Павлин Свєнціцький» (1911) та низка літературних причинків («Шашкевича „Олена“» (1908); «Перша повість І. Франка» (1911) та ін.

Крім того, писав повісті з галицького життя
- «Шляхом туги» (1923),
- «У подувах буревію» (1951),
- твори для дітей «Пригоди Юрчика Кучерявого» (1921, 1963), «Прилетіла зима біла» (1959), «Святий вечір у лісі» (1963) та ін.,
- для юнацтва («Ніч проминула», 1970)
- Радзикевич В. Історія української літератури. Ч. 1 : Давня і середня доба / Володимир Радзикевич. — Мюнхен: Укр. вид. т-во «Вернигора», 1947. — 92 с. [Архівовано 18 вересня 2020 у Wayback Machine.]
- Радзикевич В. Історія української літератури. Ч. 2 : Нова доба / Володимир Радзикевич. — Мюнхен: Укр. вид. т-во «Вернигора», 1947. — 155, 3 с. [Архівовано 18 вересня 2020 у Wayback Machine.]